# Danny Harris
Danny Harris, född 7 september 1965 i Torrance, Kalifornien, är en amerikansk före detta friidrottare som under 1980-talet tävlade på 400 meter häck.
Harris fick sitt genombrott vid OS 1984 då han slutade på andra plats efter Edwin Moses. 1987 blev han den förste som slog Moses på närmare 10 år. Det skedde vid en tävling i Madrid. Samma år var Harris nära att slå Moses vid VM i Rom, men han slutade på andra plats bara hundradelar efter Moses. 
Inför OS 1988 slutade Harris på femte plats i amerikanska uttagningarna och missade mästerskapet. Vid världsmästerskapen i Tokyo 1991 slutade Harris på en femteplats. Samma år noterade han sitt personliga rekord på 47,38. 1992 åkte Harris fast för dopning och stängdes av i fyra år.